# هیختوم
هیچتوم (به هلندی: Hichtum) یک منطقهٔ مسکونی در هلند است که در سودوست-فریسلان واقع شده‌است. هیچتوم ۸۰ نفر جمعیت دارد.